# Liste der Bischöfe von Aston
Die Liste der Bischöfe von Aston stellt die bischöflichen Titelträger der Church of England, der Diözese von Birmingham, in der Province of Canterbury dar. Der Titel wurde nach dem Bezirk Aston benannt.
Am 27. Februar 2025 wurde Esther Prior zum Bischof von Aston geweiht.
| Liste der Bischöfe von Aston | Liste der Bischöfe von Aston | Liste der Bischöfe von Aston | Liste der Bischöfe von Aston |
| ---------------------------- | ---------------------------- | ---------------------------- | ---------------------------- |
| Von                          | Bis                          | Name                         | Anmerkungen                  |
| 1954                         | 1961                         | Michael Parker               | danach Bischof von Bradford  |
| 1962                         | 1972                         | David Porter                 |                              |
| 1972                         | 1982                         | Mark Green                   |                              |
| 1982                         | 1985                         | Michael Whinney              | danach Bischof von Southwell |
| 1985                         | 1989                         | Colin Buchanan               | danach Bischof von Woolwich  |
| 1989                         | 1992                         | nicht besetzt                | nicht besetzt                |
| 1992                         | 2005                         | John Austin                  |                              |
| 2005                         | 2008                         | nicht besetzt                | nicht besetzt                |
| 2008                         | 2014                         | Andrew Watson                | danach Bischof von Guildford |
| 2015                         | 2024                         | Anne Hollinghurst            |                              |
| 2025                         | Gegenwart                    | Esther Prior                 |                              |